# فرد وير
فرد وير هو صحفي كندي، ولد في 24 ديسمبر 1951.